# Skidskytte vid olympiska vinterspelen 1980

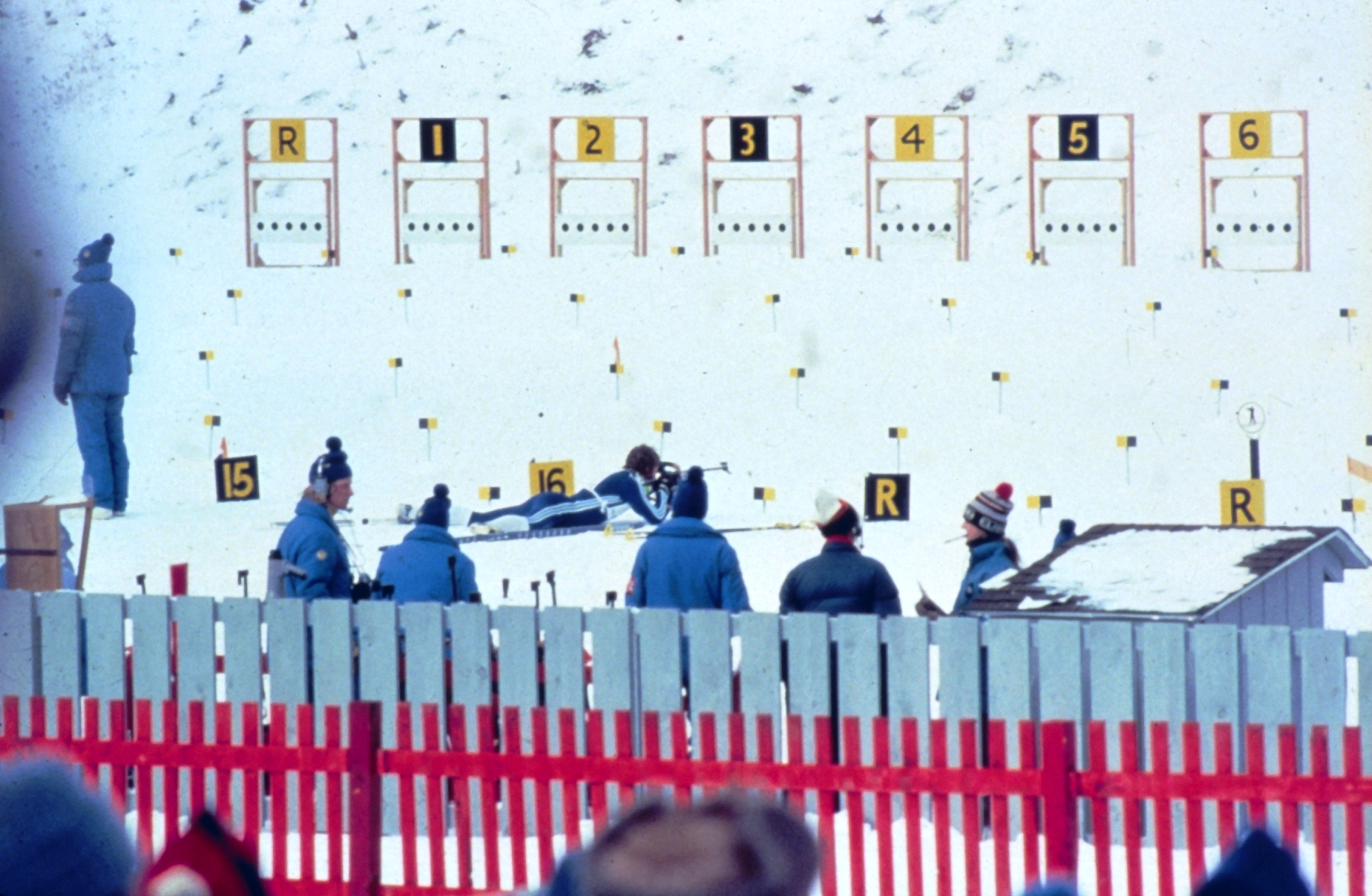
Skytemoment.

Skidskytte vid olympiska vinterspelen 1980 bestod av tre skidskytte tävlingar. De blev avhållen vid Lake Placid Olympic Sports Complex Cross Country Biathlon Centre. Dessa spelen förekomma det första framträdandet av sprinten i skidskytte. Tävlingarna började den 16 februari och slutade den 22 februari.

## Medaljsummering
Tre nationer vann medaljer i skidskytte, Sovjetunionen ledde medaljöversikten med fyra medaljer (2 guld, 1 silver, 1 brons). Anatolij Aljabjev ledde medaljtabellen med två guldmedaljer och en bronsmedalj; Frank Ullrich vann också tre medaljer, ett guld och två silver.

## Medaljtabell
| Pl. | Nation        | Guld | Silver | Brons | Totalt |
| --- | ------------- | ---- | ------ | ----- | ------ |
| 1   | Sovjetunionen | 2    | 1      | 1     | 4      |
| 2   | Östtyskland   | 1    | 2      | 1     | 4      |
| 3   | Västtyskland  | 0    | 0      | 1     | 1      |

## Medaljörer

### Tävlingar
| Gren                | Guld                                                                                  | Guld       | Silver                                                              | Silver     | Brons                                                                | Brons      |
| Distans Detaljer... | Anatolij Aljabjev Sovjetunionen                                                       | 1:08:16.31 | Frank Ullrich Östtyskland                                           | 1:08:27.79 | Eberhard Rösch Östtyskland                                           | 1:11:11.73 |
| Sprint Detaljer...  | Frank Ullrich Östtyskland                                                             | 32:10.69   | Vladimir Alikin Sovjetunionen                                       | 32:53.10   | Anatolij Aljabjev Sovjetunionen                                      | 33:09.16   |
| Stafett Detaljer... | Sovjetunionen Vladimir Alikin Aleksandr Tichonov Vladimir Barnatjov Anatolij Aljabjev | 1:34:03.27 | Östtyskland Mathias Jung Klaus Siebert Frank Ullrich Eberhard Rösch | 1:34:56.99 | Västtyskland Franz Bernreiter Hans Estner Peter Angerer Gerd Winkler | 1:37:30.26 |